# Plaque d'immatriculation tchèque
Les plaques d’immatriculation tchèques sont composées de l'eurobande  « CZ » (Česká), de 2 chiffres entourant une lettre représentant un code géographique (correspondant à une ville, exemple : B signifie la ville de Brno), puis de 4 chiffres formant l'immatriculation.
Il est aussi possible de demander une plaque d'immatriculation personnalisée, composée obligatoirement de 8 caractères,  dont au moins un chiffre. Le prix est de 10 000 couronnes.

Carte de la République tchèque avec le code des régions

| Code    | Région                                     |
| ------- | ------------------------------------------ |
| A       | Prague (capitale)                          |
| B       | Moravie-du-Sud                             |
| C       | Bohême-du-Sud                              |
| E       | Pardubice                                  |
| H       | Hradec Králové                             |
| J       | Vysočina                                   |
| K       | Karlovy Vary                               |
| L       | Liberec                                    |
| M       | Olomouc                                    |
| P       | Plzeň                                      |
| S       | Bohême centrale (Prague)                   |
| T       | Moravie-Silésie                            |
| U       | Ústí nad Labem                             |
| V       | Véhicules historiques                      |
| Z       | Zlín                                       |
| Nombres | Véhicules militaires ou corps diplomatique |